# Óscar Mendoza Azurdia

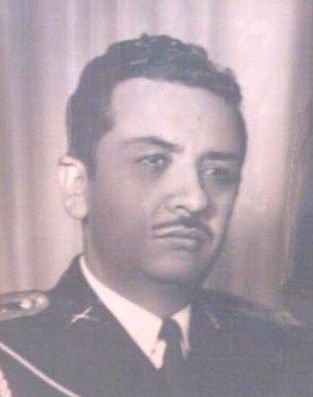
Oscar Mendoza Azurdia em 1951.

Óscar Mendoza Azurdia (4 de junho de 1917—9 de janeiro de 1985) é um ex-coronel que chefiou a junta militar que governou a Guatemala de 24 a 26 de outubro de 1957.